# IC 441
IC 441 ist eine Balken-Spiralgalaxie vom Hubble-Typ SBbc im Sternbild Hase am Südsternhimmel. Sie ist schätzungsweise 92 Millionen Lichtjahre von der Milchstraße entfernt und hat einen Durchmesser von etwa 35.000 Lichtjahren. 
Das Objekt wurde am 11. Februar 1893 vom französischen Astronomen Stéphane Javelle entdeckt.